# عطيل (فلم 1951)

عطيل هو فيلم من إخراج وإنتاج أورسن ويلز وبطولة أورسن، ميشال ماك ليامور، سوزان كلوتير وروبرت كوت، صدر الفيلم في 29 نوفمبر 1951.

## روابط خارجية
- عطيل على موقع IMDb (الإنجليزية)
- عطيل على موقع الموسوعة البريطانية (الإنجليزية)
- عطيل على موقع روتن توميتوز (الإنجليزية)
- عطيل على موقع نتفليكس (الإنجليزية)
- عطيل على موقع ألو سيني (الفرنسية)
- عطيل على موقع Turner Classic Movies (الإنجليزية)
- عطيل على موقع أول موفي (الإنجليزية)
- عطيل على موقع فيلمافينيتي (الإسبانية)
- عطيل على موقع قاعدة بيانات الأفلام السويدية (السويدية)
- عطيل على موقع قاعدة بيانات الفيلم (الإنجليزية)